# Stadion miniżużlowy w Częstochowie
Stadion miniżużlowy w Częstochowie – stadion miniżużlowy w Częstochowie, w Polsce. Został otwarty w 2001 roku. Użytkowany jest przez klub miniżużlowy Bocar Włókniarz Częstochowa.

## Historia
W lutym 2000 roku powstał klub miniżużlowy UŚKS Speedway Częstochowa. W tym samym roku wybudował on tor miniżużlowy obok walcowni blach grubych. Tor ten nie był jednak zbyt długo użytkowany. Po utworzeniu wokół Huty Częstochowa Specjalnej Strefy Ekonomicznej musiał on zostać zlikwidowany. W zamian jednak wybudowano nowy tor obok oczyszczalni ścieków na Kucelinie. Tor był gotowy już w 2001 roku, dalsze prace przebiegły w 2002 roku. W 2004 roku na obiekcie odbyła się pierwsza edycja Indywidualnych Mistrzostw Polski. W latach 2007 i 2014 stadion gościł Złote Trofeum Młodzików (80cc), a w latach 2008 i 2012 Puchar Europy w klasie 80cc. W 2019 roku zarząd nad stadionem przejął Włókniarz Częstochowa, a nowym gospodarzem obiektu została drużyna miniżużlowa Bocar Włókniarz Częstochowa. W tym samym roku dokonano niezbędnych remontów na stadionie, a w 2020 roku wykonano kompleksową modernizację toru.